# Xianfeng (socken i Kina, Inre Mongoliet)
Xianfeng (kinesiska: 先锋, 先锋乡) är en socken i Kina. Den ligger i den autonoma regionen Inre Mongoliet, i den norra delen av landet, omkring 750 kilometer nordost om regionhuvudstaden Hohhot. Antalet invånare är 27976. Befolkningen består av 10 514 kvinnor och 17 462 män. Barn under 15 år utgör 10,0 %, vuxna 15-64 år 82 %, och äldre över 65 år 6,0 %.
Genomsnittlig årsnederbörd är 514 millimeter. Den regnigaste månaden är juni, med i genomsnitt 141 mm nederbörd, och den torraste är december, med 3 mm nederbörd.